# Čestelin
Čestelin es un pueblo ubicado en el territorio de Vranje, en el distrito de Pčinja, Serbia.

## Superficie
Posee una superficie de 8,097 kilómetros cuadrados.

## Demografía
Hasta 2011 la población era de 8 habitantes, con una densidad de población de 0,9880 habitantes por kilómetro cuadrado.